# August Sabbe
August Sabbe (także: August Sabe, pseudonim Kuhte, Kuste; ur. 1 września 1909 w Võrumaal, zm. 28 września 1978 nad rzeką Võhandu koło wsi Paidra) – ostatni żołnierz podziemia antykomunistycznego i niepodległościowego w Estonii (wówczas republiki ZSRR), partyzant formacji „Leśnych Braci”, poległy w czasie próby ujęcia przez agentów KGB.

## Życiorys
August Sabbe urodził się 1 września 1909 we wsi Võrumaal, w Estonii, należącej wówczas do Rosji, w rodzinie młynarza, jako najmłodsze dziecko. Miał dwóch starszych braci: Heinricha i Rudolfa oraz siostrę Hildę. Heinrich poległ w walce o niepodległość Estonii w 1919.
Uczęszczał do szkoły w Tsolgo. Ojciec zmarł w 1929 lub 1930. W 1930 ukończył służbę wojskową w armii estońskiej. Po aneksji Estonii do ZSRR dwukrotnie (w 1941 i 1944/1945) uniknął mobilizacji do Armii Czerwonej, a w 1944 w czasie okupacji niemieckiej wcielenia do armii III Rzeszy, za każdym razem ukrywając się w lesie.
W latach 1945–1949 pracował jako szlifierz, a następnie w młynie. W 1949 po aresztowaniu przez NKWD udało mu się zbiec, ukrywał się w lesie. W 1950 wstąpił do oddziału partyzanckiego „Orion” (nazwa ta jest częściowo fonetycznym zapisem po estońsku rosyjskiego wyrazu Орёл, trb „Orjoł”, pol. „Orzeł”) „Leśnych Braci” pod komendą Jaana Rootsa, jednego z dowódców partyzanckich, działających w okolicy Taevaskoja. Gdy 6 czerwca 1952 Jaan Roots zginął w zasadzce NKWD, a oddział został rozbity, August Sabbe ukrywał się samotnie.
Poszukiwany przez NKWD i KGB, poległ w zasadzce KGB 28 września 1978 po 28 latach służby w partyzantce i ukrywania się w lesie. Pochowany został na cmentarzu Raadi w Dorpacie.

## Okoliczności śmierci
Istnieje kilka wersji dotyczących śmierci Augusta Sabbe. Według jednej miał wyrwać się agentom KGB podczas aresztowania, wskoczyć do rzeki i utonąć, nie chcąc dać się aresztować (wersja ta jest wątpliwa, w momencie aresztowania August Sabbe, w wieku 69 lat, miał zostać aresztowany przez młodych, sprawnych fizycznie mężczyzn. Rzeka w tamtym miejscu jest wąska, płytka i płynie wolno, drugi brzeg nie był porośnięty i nie dawał dużych szans powodzenia ucieczki). Według innej wersji został zastrzelony w czasie skoku do rzeki. Agentami (przebranymi za wędkarzy), którzy przeprowadzili próbę aresztowania Augusta Sabbe byli: Ervin Oras z KGB i Neeme Tavel z SORVVO. Konfident KGB, który przekazał informacje umożliwiające aresztowanie Augusta Sabbe, miał w nagrodę otrzymać od władz ZSRR samochód marki Żiguli. 5 lat później popełnił samobójstwo.

## Upamiętnienie
Na miejscu śmierci Augusta Sabbe w lesie nad rzeką Võhandu w Paidra znajduje się upamiętniający go głaz z tablicą pamiątkową o treści: Tutaj poległ 28 września 1978 ostatni żołnierz estońskich „Leśnych Braci” August Sabbe. Miejsce śmierci Augusta Sabbe znajduje się w pobliżu drogi 65 między miejscowościami Paidra a Leevi, oznaczone drogowskazem (współrzędne 57°55′24″N 27°10′51″E/57,923283 27,180915).

## Rodzina
- ojciec: Jaan Sabbe (1866–1929 lub 1930)
- matka: Katri Sabbe (zmarła w 1944 r.)
- rodzeństwo:
  - Rudolf Sabbe (1894–1934)
  - Heinrich Sabbe (poległ w walce o niepodległość Estonii w 1919 r.)
  - Hilda Sabbe (zmarła w 1931 r.)